# Fortalesa de Sagres
La fortalesa de Sagres també coneguda com a Castell de Sagres o Fort de Sagres és al sud-oest de l'Algarve (Portugal), ocupant una posició dominant corona la Ponta de Sagres. Des dels seus escarpats penya-segats, constantment batuts pel vent, el visitant gaudeix d'una panoràmica enlluernadora al llarg de la costa, parant esment sobretot a les cales de Sagres, al cap de São Vicente (extrem sud-oest del continent europeu) i a la immensitat de l'oceà Atlàntic.
La fortalesa i el seu voltant, integrats en el Parc Natural del Sud-oest Alentejano i Costa Vicentina, ofereixen la possibilitat d'una vista propera al patrimoni natural de la costa, especialment pel que fa a la flora, que alberga alguna de les espècies més representatives de la regió (com ara Astragalus tragacant, asteriscus maritimus, Juniperus turbinata, Teucrium vicentí, les malves i el julivert de mar).

## Història

### Promontorium Sacrum
No hi ha certeses sobre quina deuria ser la localització exacta d'aquest promontori sagrat que impregna d'història la fortalesa, però és possible identificar, a grans trets, una àrea que es perllongaria des de la punta de la Pietat a la platja de l'Arrifana, comprenent el cap de San Vicente i el cap de Sagres. Aquest espai, qualificat per molts com la fi del món conegut, allà on s'iniciaven les tempestes, integra fins avui una de les majors àrees de menhirs i construccions megalítiques d'Europa. Visitada per navegadors oriünds del mar Mediterrani pels volts del 4000 aC, fou citada, des de l'antiguitat clàssica, per Ruf Fest Aviè, Estrabó i Plini com una àrea dedicada al culte a Saturn o Hèrcules, divinitats de fortes connotacions del món marítim. Posteriorment, durant l'ocupació islàmica de la península Ibèrica, es va accentuar el seu caràcter de lloc de peregrinació, tot passant-se a denominar Chakrach, fet al que contribuí molt la llegenda de les relíquies del màrtir cristià Sant Vicent de Saragossa.

### La Vila de l'Infant
.El promontori de Sagres, així com les viles adjacents de Sant Vicent i Sagres, van ser donades el 27 d'octubre de 1443, pel regent Pere, duc de Coïmbra al seu germà, Enric el Navegant (1394-1460). La vila de Sagres, aleshores abandonada i en ruïnes a conseqüència de les ràtzies dels pirates berberiscos, va ser, a partir de llavors, reconstruïda i repoblada, fins i tot pel que fa a la seva defensa. Aquesta reedificació, per part de l'Infant, va obeir a alguns dictàmens essencials:
- La necessitat que tenien les embarcacions de l'època per haver-se de refugiar dels vents en les cales veïnes, esperant vents favorables a la navegació aquàtica.
- Els imperatius de la logística (embarcacions, manteniments, mariners) de la primera fase dels descobriments.
- La comoditat del control del trànsit marítim, per ser Sagres punt de pas obligatori de les embarcacions que creuaven del Mediterrani a l'oceà Atlàntic i viceversa.
- La seguretat i aïllament necessaris per al processament de les informacions recollides a l'inici del projecte d'expansió portuguès que s'estenia pel nord d'Àfrica.

La fortificació de la punta del promontori va ser determinada per la seva localització i forma, aprofitant el penya-segat com a defensa natural en tres dels seus quatre costats, íntimament lligada a les seves excelents possibilitats estratègiques que s'integren en els dictàmens anteriorment esmentats.
D'aquesta manera, el Sagres de la primera meitat del segle xv va esdevenir el nucli de l'expansió marítima portuguesa, rebent estudiosos i navegants de totes les nacionalitats, reunits al voltant de senyor Enrique a l'Escola de Sagres. Aquesta història va ser contestada per Luís de Albuquerque a "Dúvidas e Certezas na història dos Descobrimentos Portugeses" (Lisboa, 1990, Pàgines 15 a 27), que va demostrar tractar-se d'un mite.
Després de la mort del senyor Enrique (1460), l'eix de l'expansió es va traslladar a Lisboa, de manera que la fortificació i la seva població perderen importància. Com a resultat de la distància entre la Vila de l'Infant i l'Aldeia do Bispo, on se celebraven els serveis religiosos, Manuel I de Portugal (1495-1521) va determinar la creació de la freguesia de Sagres i l'edificació de l'església matriu (1512). Més tard, el 1573, Sebastià de Portugal (1568-1578) fa adossar dos baluards en els extrems de la muralla ja existent, elements crucials en l'arquitectura militar després de l'adveniment de l'artilleria, col·locats estratègicament en llocs que optimitzaven el tir creuat.

### La Dinastia Filipina i la restauració de la independència

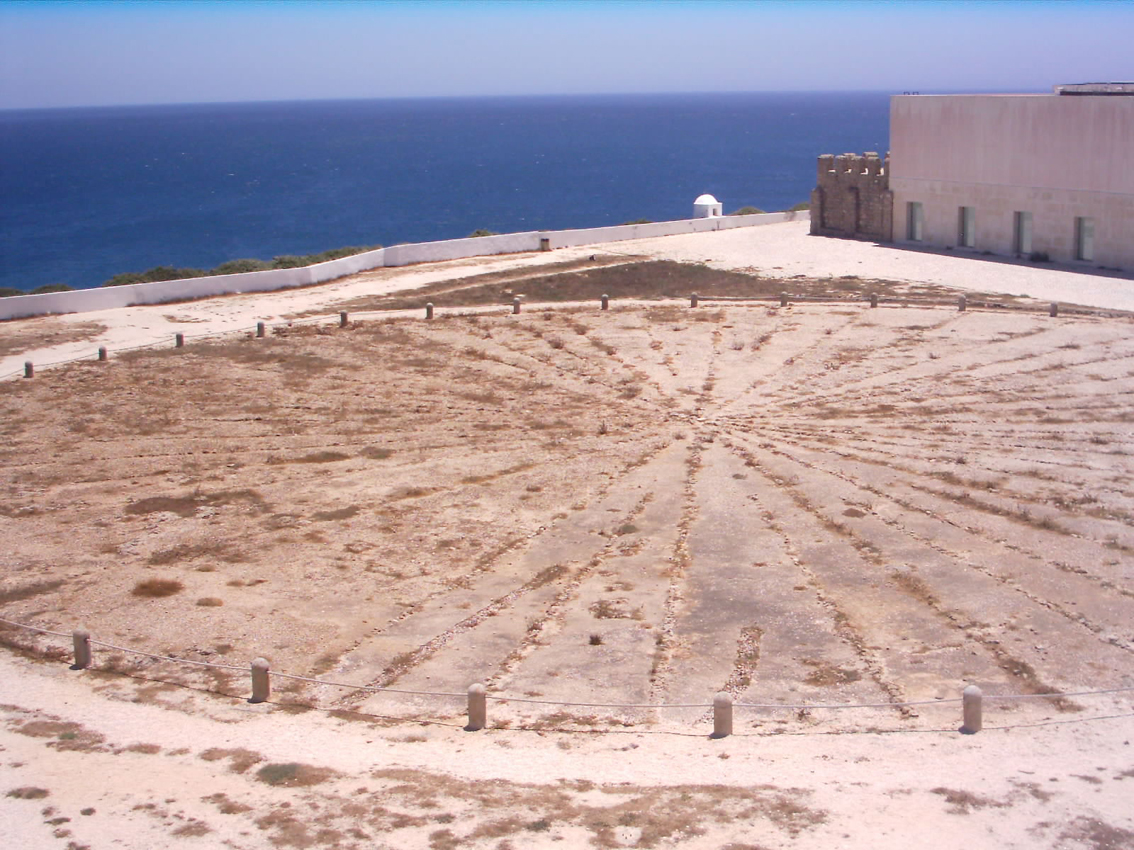
Fortalesa de Sagres, vista de la rosa dels vents

Prosseguint amb les reformes iniciades en el regnat de D. Sebastià, l'època de la Casa d'Àustria a Portugal, que es va iniciar amb el regnat en aquesta mateixa regió de Felip II d'Espanya (1580-1598), es va determinar l'edificació d'una torre (o torrassa central) a l'interior de la fortificació, permetent la connexió amb la porta d'entrada a través d'un túnel i posant en el cim una plataforma per l'artilleria, augmentant amb això la capacitat defensiva de l'estructura.
En el context de les disputes entre les Corones d'Espanya i del Regne d'Anglaterra, en l'escenari internacional de finals del segle xvi, l'armada del corsari Francis Drake va atacar la regió de Sagres (1587), que va ser violentament saquejada i incendiada. En l'atac, van patir severs danys les fortificacions de la Baleeira, de la Belich i de la Sant Vicent. Una imatge de l'atac anglès, actualment a la Biblioteca del Museu Britànic, retrata les fortificacions de la regió en l'època (1587), evidenciant el seu caràcter de transició de l'edat mitjana, a l'arquitectura militar moderna. Pel que fa a la Fortalesa de Sagres, es reconeix, des de l'exterior:
- Un petit baluard quadrangular de fajina, amb la funció d'assegurar la primera línia de defensa;
- Una muralla de maçoneria de pedra, amb forma de dents de serra i una extensió aproximada de 180 metres, encimada per merlets, tancava l'istme de banda a banda;

- Dos baluards baixos, amb merlets, posicionaven en cada extremitat de la muralla;
- Al centre de la cortina s'obria una petita porta, donant accés a dos petits patis emmurallats i emmerletats, amb portes alternades, tal com es feia en els castells medievals;
- A l'interior es disposava d'una plaça d'armes, envoltada d'un conjunt d'habitacions connectades per una cortina a les muralles laterals, aquest conjunt era dominat per un Cubel en l'extrem oposat, i l'antiga Església de Santa Maria.

Després de l'assalt de Francis Drake, es va plantejar la modernització de la fortificació manuelina. El 1621, Alexandre Massai, un enginyer militar napolità, va presentar un projecte per a la construcció de nous baluards amb més capacitat defensiva, però no va ser concretat. No va ser fins al 1631 que es va determinar la restauració de les muralles arruïnades, per Felip IV de Castella (1621-1640). Les obres van ser iniciades l'any següent, aprofitant trossos de les antigues muralles i aixecant bateries renaixentistes, obres que prosseguirien després de la restauració de la independència portuguesa, en el regnat de Joan IV de Portugal (1640-1656). Mentrestant, les noves muralles exteriors romanen incompletes, coexistint amb les antigues muralles enriquinas.

### Elseglexviiii el terratrèmol de 1755

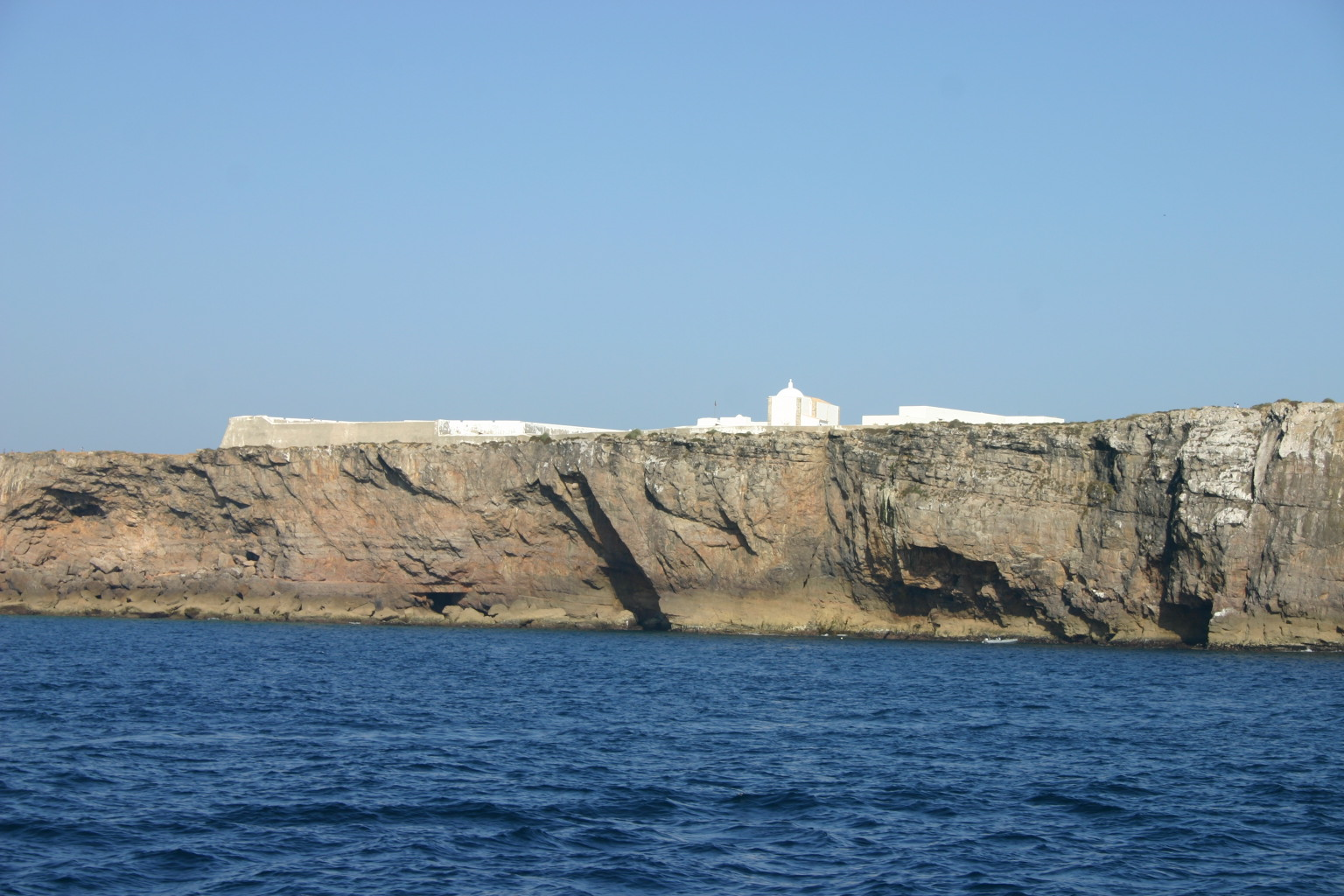
Fortalesa de Sagres vista des del mar

La fortalesa va ser seriosament danyada pel tsunami que va provocar el terratrèmol de 1755, quan la gegantina onada produïda va superar l'alçada del penyal. L'estat de ruïna, provocat pel temps i pels elements, es va perllongar fins al regnat de Maria I de Portugal (1777-1816), quan aquesta sobirana va ordenar la reconstrucció de l'estructura. Per això, van ser enderrocades les antigues murallas medievals i, entre 1793 - 94, acabades les obres del nou traçat de muralles. Adequades a les necessitats de defensa de l'època, eren més baixes i compactes emprant argamassa de rebuig per absorbir millor l'impacte dels projectils de l'artilleria de l'època. A les extremitats es van erigir dos mitjos baluards, propis de l'artilleria. A l'interior del terraplè, una torrassa central va substituir l'antic Cubel filipí.
Els continus conflictes al segle següent van fer que la fortalesa de Sagres assumís un important paper de coordinació en tota la línia defensiva de l'oest del litoral de l'Algarve.

### Les restauracions del segle XX
Classificada com Monument Nacional per Decret de 16 de juny de 1910, els treballs de restauració promoguts en les dècades de 1950 i 1960 descaracteritza l'estructura en procurar tornar-li la configuració quinhentista original. Les edificacions del costat esquerre van ser reconstruïdes d'acord amb les dissenyades en la iconografia de l'atac de Drake, amb un pis terreny i una llar de foc per divisió. Va ser posada al descobert, en aquesta fase, l'anomenada Rosa dels vents.
A la dècada de 1980, face a la degradació del conjunt i buscant adequar la utilització del lloc als pressupostos de la Carta de Veneza (possibilitant l'acollida de turistes), va ser llançat un concurs per a la restauració de la Fortalesa de Sagres. El projecte guanyador, de l'arquitecte João Carreira, malgrat una dècada de polèmica suscitada per la naturalesa de la nova intervenció, va introduir a Portugal la discussió de la reutilització dels monuments, en virtut de la compatibilitat de les noves estructures amb la memòria del passat.
Actualment, la Fortalesa de Sagres es troba oberta diàriament al públic. A més de poder-se apreciar les estructures anteriors al segle xviii, recuperades, modernes intervencions permeten visitar les diverses àrees del promontori. Hi ha a més un centre d'exposicions, un centre de multimèdia, botigues d'articles culturals i una cafeteria.

## Arquitectura
De traçat poligonal, el baluard es compon d'una cortina que tanca la banda de la terra i d'un mur que s'estén pel flanc esquerre. En les dues extremitats de la cortina, s'alcen els mitjans-baluard de 1793, una invocació de Santa Bàrbara (patrona de l'Artilleria) i un altre de Sant Antoni (patró de l'Exèrcit Portuguès).

### Porta monumental

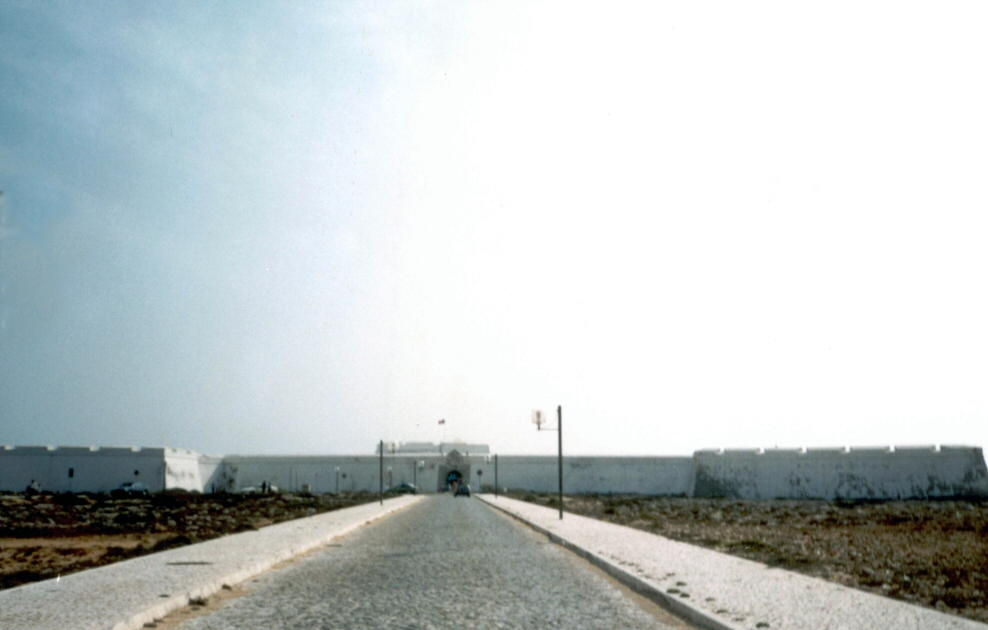
Fortalesa de Sagres, panoràmica de l'entrada principal.

Al centre de la cortina s'obre la Porta Monumental de la plaça, d'estil neoclàssic, coronat per un escut d'armes en el frontó i una placa epigràfica recordant al llavors governador de l'Algarve, Nuno josé Fulgencio João Nepomuceno de Mendonça i Moura (1793). Pel costat intern de la porta pot ser vista una làpida en memòria de l'Infant D. Enrique, col·locada al voltant de 1840.

### Terraplè
Estratègicament distribuïdes pel terraplè, s'hi troben sis bateries orientades cap al mar, i una garita. Aïllat dels altres edificis, s'alça el Polvorí de la Pólvora (Paiol da Pólvora), probablement edificat a mitjans del segle xviii. Inserit en el conjunt de les edificacions, hi ha una rèplica d'un padró de descobriment del segle xv, en el qual es pot observar un escut d'armes de l'Infant D. Enrique. Es destaca, mentrestant, la Rosa-dos-Ventos, també anomenada 'Rosa dos Ventos do Infante D. Henrique', una àmplia estructura que es creu datada del segle xvi. Revelada casualment el 1921, representa un estel amb 32 llamps, simbolitzant els rumbs ("us rumbs"), inscrita en un cercle, traçada a terra per cants irregulars i que alguns autors creuen tractar-se del gnòmon d'un rellotge de sol.

### Edificis
Diverses edificacions històriques poden ser observades en el terraplè de la fortalesa, com la torrassa central, diverses casernes i edificacions com la torre cisterna - probablement fruit d'un projecte *enriquino, present en gran part en les representacions de la fortalesa després de la incursió de Drake el 1587 -, les antigues cases dona "correnteza" i la Casa del Governador, estructures que van ser blanc de reaprofitament turístic en el projecte dels anys 90.

### Església de Nostra Senyora de la Gràcia

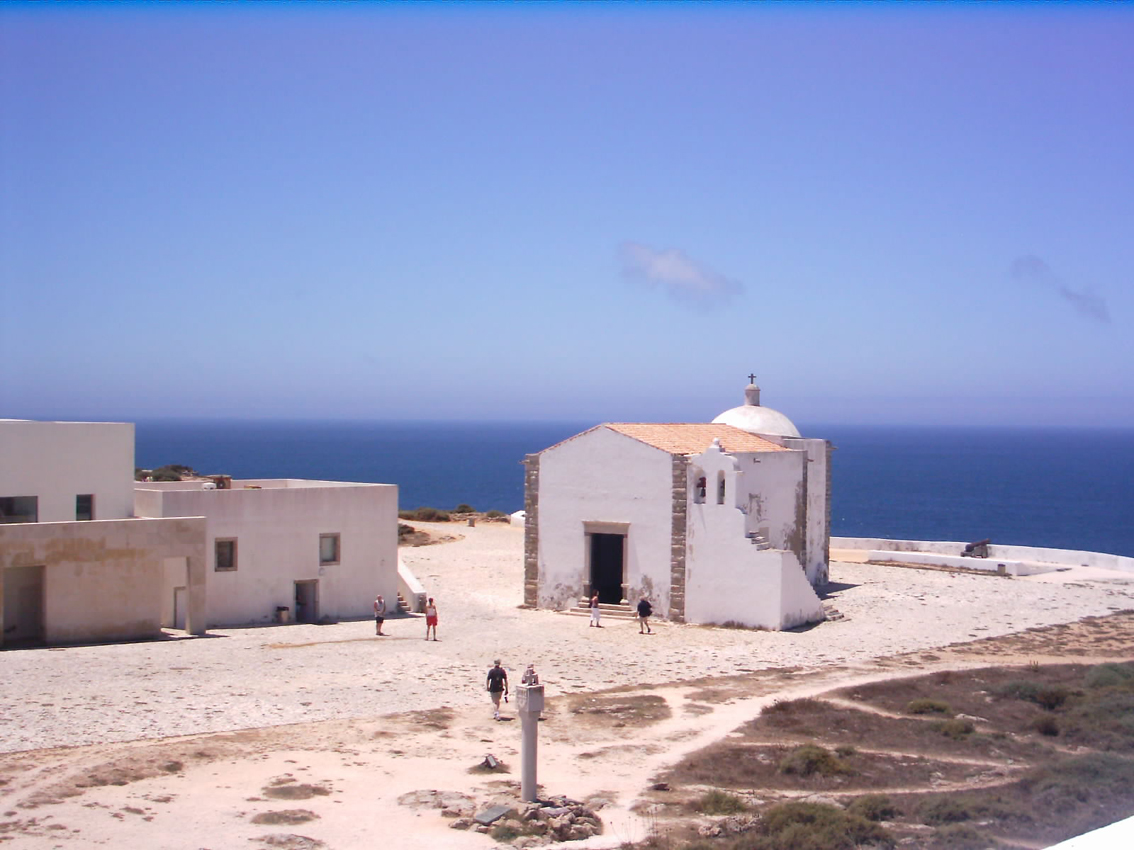
Fortalesa de Sagres: Església de Nostra Senyora de la Gràcia.

L'edificació de l'actual temple va veure substituir, possiblement el 1570, en l'època de Sebastià I de Portugal, l'antiga ermita de Santa Maria, que es va ordenar construir en el 1459 per l'Infant D. Enrique. Després del terratrèmol de 1755, en què va quedar damnificada, van ser ampliats la sagristia i el campanar.
Presenta una planta simple quadrangular de nau única, amb petites finestres aïllades en les paret i és rematada en volta de canó. L'absis, amb sagristia annexada, també presenta planta quadrangular i és rematada per una cúpula semiesfèrica. La façana principal està demarcada per la porta d'entrada amb arquitrau i teulada de dues aigües. Al campanar, erigit en la localització de l'antiga ossera del cementiri, s'accedeix a través d'una escala des del costat est.
Aquí es troba inserit, des de 1997, el retaule en estil barroc de la Capella de Santa Caterina de la Fortalesa de Belixe.